# サガノヘルマー
サガノヘルマー（1966年 - ）は日本の漫画家。北海道出身。
高校卒業後、サラリーマン生活を経て1993年に第158回ヤングマガジン月間新人漫画賞･YM大賞を『四千年事情』で受賞し、『わんぱくTRIPPER』でデビュー。連載2作目の『BLACK BRAIN』は最大のヒットとなった。
エロスとグロテスクが同居した独特の作風で知られ、カルト的な人気を博しているが、掲載雑誌の休刊などに遭って商業的にはあまり成功したとは言えず、現在では講談社時代の単行本は絶版となっている。
『ヤングマガジンアッパーズ』の休刊後はしばらく活動を休止していたが、2003年以降、成年誌に場所を移して活動を再開した。しかし、マニアック過ぎるエロ描写が成年漫画ファンには支持されず、漫画界から姿を消す。
2016年、リイドカフェにて『妄想神話コリドーマン』の連載を開始。
同年、ヘルマランドを中野ブロードウェイ4階「ファイナルピース」内にオープン。直筆イラスト、自作グッズなどを売り出す。
現在は中野ブロードウェイ2階のガチャガチャ屋「ガチャ野ブロードウェイ～黄金郷～」内にて営業中。通信販売も行なっている。
2017年、自身初の同人誌『ZUKI！ZUKI！きゅぴドール』にて、完全新作の『淫夢転界サキュバーナ』、『BLACK BRAIN』の続編となる『BLACK BRAINZ』のＷ新連載決定を報告、現在オトナ箱にて連載中。

## 作品

### 一般向け
- BLACK BRAIN（週刊ヤングマガジン、講談社、単行本全10巻）
- わんぱくTRIPPER（ヤングマガジン増刊エグザクタ、講談社、全2巻）
- SATELLITEぢゅにゃ（ヤングマガジンアッパーズ、講談社、全3巻）
- 廊下者コリドラー（ヤングマガジンアッパーズ、全2巻）
- 蟲世性義復古伝レゾレゾ（週刊ヤングマガジン、全1巻）
- ザ・ボーラーズ（ヤングマガジンアッパーズ、全1巻）
- 妄想神話コリドーマン (webまんが リイドカフェ 連載中)

### 成人向け
- 同窓れいど（2009年、サン出版、サンコミックエックス、全1巻）
- 牝奴隷の園 -PURPLE BRAIN-（2011年、サン出版、ウォー!コミックス、全1巻）：『ブラック・ブレイン』のスピンオフ作品
- 母娘れいど（2012年、サン出版、ウォー!コミックス、全1巻）：エリート上司への恨みを晴らすため上司の美しい妻と娘をターゲットにした復讐劇
- 院内悦奴（2012年、サン出版、ウォー!コミックス、全1巻）：医療凌辱ストーリー
- 淫嬢れいど（2013年、サン出版、ウォー!コミックス、全1巻）：無垢な令嬢に繰り返されるセックス調教に隠された一族の歪んだ欲望
- 性人形の國 -PURPLE BRAIN 2-（2014年、マガジン・マガジン、ウォー!コミックス、全1巻）：特殊器官を埋め込まれた人妻みゆきが再びSEXバトルに挑む
- 淫夢転界サキュバーナ (2018年、オトナ箱 連載中)
- BLACK BRAINZ (2018年、オトナ箱 連載中)

### 同人誌
- ZUKI！ZUKI！きゅぴドール (2017年)